# Карлик (Кашкадар'їнська область)
Карлик (узб. Qarliq, Қарлиқ) — міське селище в Узбекистані, у Мубарецькому районі Кашкадар'їнської області.
Населення 2,8 тис. мешканців (1986).
Статус міського селища з 2009 року.